# Kampen (film fra 2017)
 For alternative betydninger, se Kampen. (Se også artikler, som begynder med Kampen)
Kampen er en dansk kortfilm fra 2017 instrueret af Johannes Stilhoff.

## Handling
Denne artikel mangler et handlingsreferat. Hjælp os med at skrive det.

## Medvirkende
- Ole Dupont, Læge
- Jakob Garde, Benjamin
- Rasmus Lind Rubin, Emil
- Søs Sif Thiele, Mor